# Croix de Brancion
La croix de Brancion est une croix monumentale située sur le territoire de la commune de Martailly-lès-Brancion dans le département français de Saône-et-Loire et la région Bourgogne-Franche-Comté.

## Historique
Initialement en pierre, la croix a été renversée par un ouragan en 1938 puis remplacée par une croix métallique ajourée en 1941. Tombée à nouveau, elle fut rescellée durant l'été 2014.
Elle fait l'objet d'une inscription au titre des monuments historiques depuis le 10 avril 1929.